# Blumberger Mühle
Blumberger Mühle ist ein Wohnplatz im Ortsteil Görlsdorf der Stadt Angermünde im Landkreis Uckermark (Brandenburg). Die Mühle existierte wahrscheinlich bereits 1261, als sie durch die von Greiffenberg an das Kloster Mariensee, die Vorläufergründung des Klosters Chorin übertragen wurde. Etwa 1,3 km östlich befindet sich das NABU-Informationszentrum Blumberger Mühle, das 1997 erbaut wurde. Der Wohnplatz Blumberger Mühle und das NABU-Informationszentrum liegen am Rand des Naturschutzgebietes Fischteiche Blumberger Mühle, das zum Biosphärenreservat Schorfheide-Chorin gehört.

## Lage
Der Wohnplatz Blumberger Mühle liegt zwei Kilometer südsüdwestlich vom Ortskern von Görlsdorf, drei Kilometer nordöstlich von Wolletz, 3,2 km westlich von Kerkow und ca. circa 4,6 Kilometer nordwestlich des Stadtzentrums von Angermünde. Etwa 500 Meter westlich lag der heute verschwundene Wohnplatz Erichshagen. Der Wohnplatz liegt auf 44 m ü. NHN. Er ist über einen Verbindungsweg durch die Fischteiche direkt von Görlsdorf aus zu erreichen.
Das NABU-Informationszentrum Blumberger Mühle liegt etwa 3,5 km nordwestlich vom Stadtzentrum von Angermünde und etwa 1,3 km östlich der Blumberger Mühle (Lage:).

## Geschichte der Blumberger Mühle und Teiche
1261 überließen die von Greiffenberg dem Kloster Mariensee (ab 1273 Kloster Chorin) zwei Mühlen, eine im Dorf Görlsdorf und eine Mühle benachbart im oberen Teil desselben Flusses Welse. Die Identität dieser zweiten Mühle mit der Blumberger Mühle ist nicht ganz gesichert, aber sehr wahrscheinlich. In einer Urkunde aus dem Jahr 1267 bestätigte Markgraf Johann II. die Besitzungen des Klosters Mariensee, worunter sich u. a. die zwei an der Welse bei Görlsdorf gelegenen Mühlen befanden.
1375 besaß das Kloster Chorin im jetzt zu Pommern gehörenden Land Stolp fünf Mühlen an der Welse, von denen aber vier zu dieser Zeit bereits wüst gefallen waren, eine Mühle war eine freie Mühle.
1556 und 1578 wurde die Blumberger Mühle als Heiliggeistmühle bezeichnet. Sie gehörte Mitte/Ende des 16. Jahrhunderts wohl zur Ausstattung des Angermünder Heilig-Geist-Spitals. Sie wurde damals zum Dorf Kerkow gerechnet.
1611 gehörte die Heilig-Geist-Mühle anteilig dem von Greiffenberg zu Bruchhagen. Weitere Anteile waren wahrscheinlich im Besitz der anderen von Greiffenbergschen Güter Flemsdorf, Frauenhagen, Altkünkendorf, Schmiedeberg, Stolpe, Wolletz und Zützen, die nach deren Verselbständigung als Besitzer von Anteilen an der Blumberger Mühle erscheinen. 1707 wurde die Mühle an den Müller Blumberg in Erbpacht verkauft. Die Mühle hatte damals zwei Gänge. Nach ihm erhielt die Mühle ihren Namen. 1734 hatte der Müller vier Müllerknechte und eine Magd. Die kleine Siedlung hatte 15 Einwohner. Nachweislich ab 1745 bis Ende des 19. Jahrhunderts wurde sie als Mahl- und Schneidemühle betrieben. 1774 wohnten neben der Müllerfamilie noch vier Anlieger in der Siedlung. Es gab vier Feuerstellen, davon drei in einem Mehrfamilienhaus. Die Siedlung hatte nun 21 Einwohner. 1790 wird die Einwohnerzahl immerhin mit 33 Personen angegeben. Friedrich Wilhelm Bratring charakterisiert die Blumberger Mühle wie folgt: Wasser-Mahl- und Schneidemühle an der Welse, zwischen Wolletz und Görlsdorf nebst vier Einliegern. In zwei Feuerstellen lebten 30 Personen. Zu den Besitzern vermerkt Bratring lapidar: hat verschiedene Besitzer. 1855 hatte die Getreidemühle zwei Mahlegänge, einen Grützgang und einen Graupengang, die Schneidemühle hatte eine Säge. 1858 wurde das vorher selbständige Etablissement in den Gutsbezirk Görlsdorf integriert. 1860 bestand die Siedlung aus zwei Wohngebäuden und acht Wirtschaftsgebäuden; sie hatte 20 Einwohner. 1871 hatte die Blumberger Mühle 27 Einwohner, die in zwei Wohnhäusern lebten. Das Etablissement gehörte zum Gutsbezirk Görlsdorf.
1896/97 wurde eine große Teichanlage für die Zucht von Karpfen angelegt. Das Mühlengebäude wurde zum Fischbruthaus umgebaut. Das Sägewerk wurde abgebrochen. In den 1920er Jahren war die Anlage Hauptlieferant für Schleie und Karpfen nach Berlin. Görlsdorf war bis 1928 Gutsbezirk. Erst in diesem Jahr wurde die Landgemeinde Görlsdorf durch Auflösung des Gutsbezirks gebildet. Allerdings wurden größere Teile des Görlsdorfer Forstes in die neuen Gemeinden Glambeck und Neuhaus eingegliedert. Dafür wurden Teile des aufgelösten Gutsbezirks Peetzig in die neue Gemeinde Görlsdorf eingegliedert. 1931 und 1957 war Blumberger Mühle ein Wohnplatz in der Gemeinde Görlsdorf.
1945 wurde die Fischzuchtanlage enteignet und in Volkseigentum überführt. In der DDR gehörten die Fischteiche zum VEB Binnenfischerei und wurden für eine intensive Fischmast genutzt. In den Jahren 1967–69 erfolgte ein weiterer Ausbau der Blumberger Teiche, bestehend aus 21 Teichen auf einer Fläche von 140 Hektar, die die Fischereibetriebe der umliegenden Seen sowie die Teichwirtschaften bei Biesenbrow und Stolpe mit Satzfischen belieferte. Beim Aushub der neuen Teiche stieß man auf ein bronzezeitliches Gräberfeld, westlich der Welse auf eine bronzezeitliche Siedlung als Zeugnisse frühgeschichtlicher Besiedelung dieses Gebietes. In der Zeit der DDR-Staatsjagden befand sich das Gelände um die Blumberger Mühle in dem von Erich Mielke in Anspruch genommenen Jagdgebiet und war bis 1989 für die Öffentlichkeit nicht zugänglich. 1990 wurden die Blumberger Teiche zum Naturschutzgebiet erklärt.
1993 schloss sich Görlsdorf mit 21 anderen Gemeinden zum Amt Angermünde-Land zusammen.  zum 26. Oktober 2003 wurde Görlsdorf in die Stadt Angermünde eingemeindet und ist seither Ortsteil. Blumberger Mühle hat den Status eines Wohnplatzes.

## Das Biosphärenreservat Schorfheide-Chorin

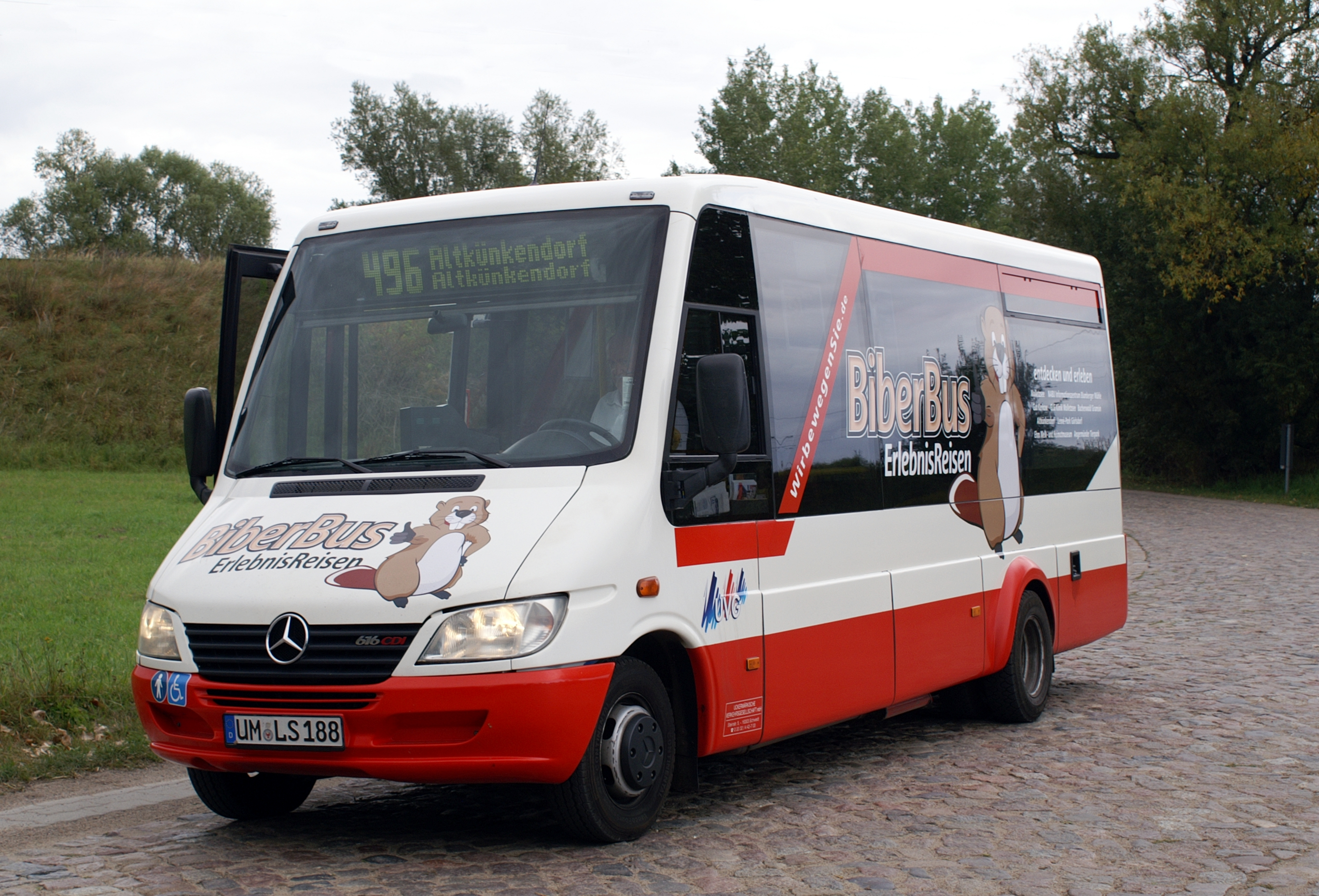
Der Biberbus an der Haltestelle „Blumberger Mühle“

Die Biosphäre Schorfheide-Chorin umfasst große Teile des Kulturlandes zwischen oberer Havel, der unteren Oder und dem Barnim und wurde im Dezember 1990 von der UNESCO als Biosphärenreservat anerkannt. Dem Biosphärenkonzept entsprechend richten sich die Bemühungen in dieser rund 129.000 Hektar umfassenden Landschaft auf die Schaffung und Erhaltung einer harmonischen Einheit von Natur, Land- und Forstwirtschaft sowie Gewerbe. Ein Großteil der Biosphäre, die in das weltweite Forschungsprogramm „Der Mensch und die Biosphäre (MAB)“ einbezogen ist, besteht aus Landschaftsschutzgebieten, den Rest bilden Naturschutzgebiete einschließlich darin liegender Totalreservate. Besondere Förderung erfährt in den Landschaftsschutzgebieten die extensive und ökologische Landwirtschaft, Möglichkeiten naturverträglichen Wirtschaftens werden erprobt. Zu den geförderten Nutzungskonzepten gehört in besonderem Maße die Etablierung eines „sanften“ Tourismus.

## Das NABU-Informationszentrum Blumberger Mühle
Das NABU-Informationszentrum Blumberger Mühle nordwestlich von Angermünde im Biosphärenreservat Schorfheide-Chorin gelegen, ist das „größte und wohl auch ungewöhnlichste Informationszentrum des NABU“.:4 Mit seinen Ausstellungen, einer Naturerlebnislandschaft und dem angrenzenden Naturschutzgebiet Blumberger Teiche bietet die Blumberger Mühle beste Voraussetzungen, um „modellhaft zu zeigen, wie Leben und Arbeit der Menschen möglich sind, ohne die Natur und damit die Lebensgrundlagen zu zerstören“:6.
Das NABU-Zentrum Blumberger Mühle bei Angermünde wurde nach zweijähriger Bauzeit im Jahr 1997 als Naturinformations- und Erlebniszentrum eröffnet. Hauptanliegen ist es, die Besucher über die eiszeitlich geprägte Landschaft der Uckermark mit ihrer reichen Tier- und Pflanzenwelt zu informieren. Zugleich ist die Blumberger Mühle das Hauptinformationszentrum des Biosphärenreservates Schorfheide-Chorin. Einen wesentlichen Beitrag zur Errichtung und zum Unterhalt des Informationszentrums leisteten bislang die Deutsche Bundesstiftung Umwelt, das Land Brandenburg, die Europäische Union sowie die Unternehmensgruppe Tengelmann.

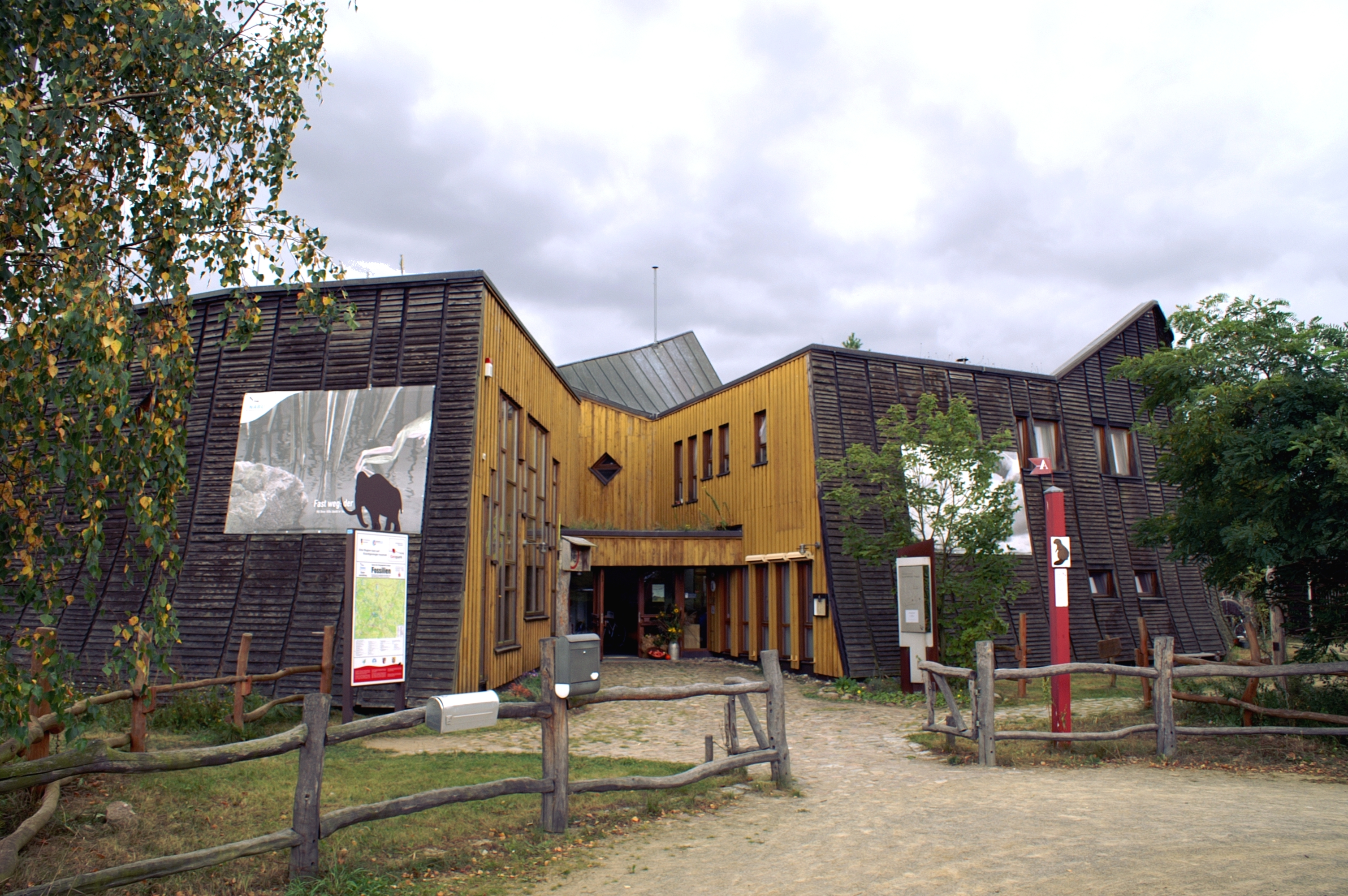
Das NABU-Zentrum Blumberger Mühle
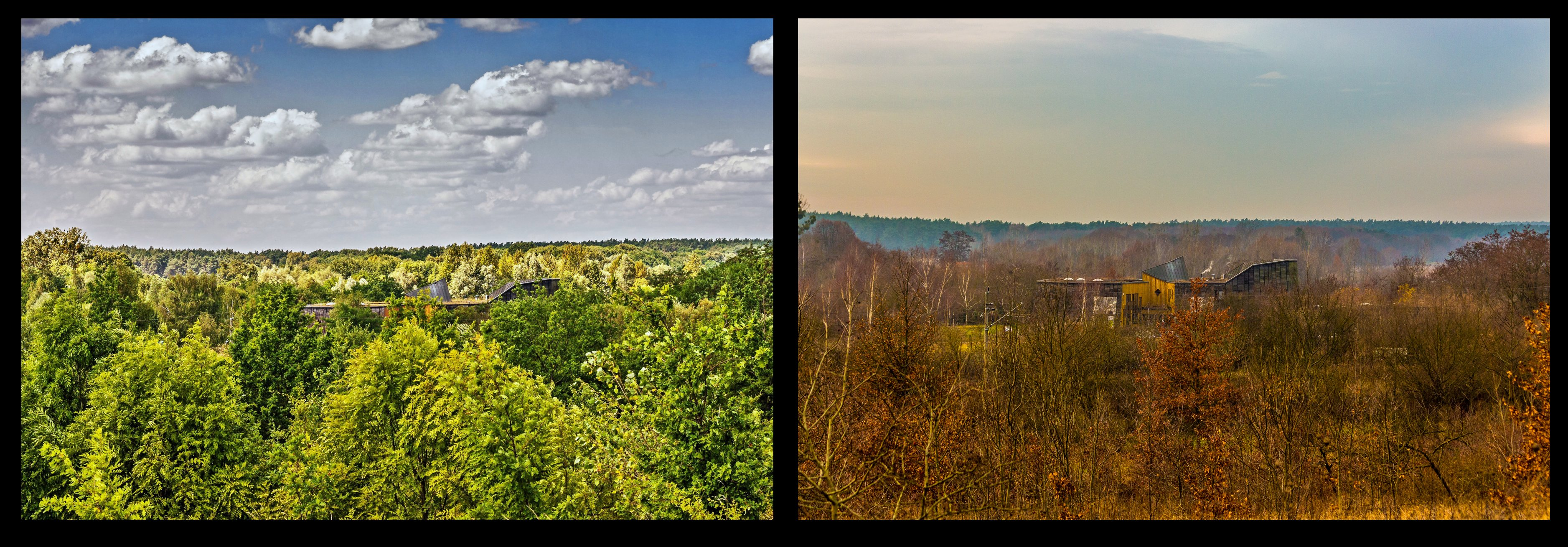
Das NABU Informationszentrum Blumberger Mühle im Wechsel der Jahreszeiten
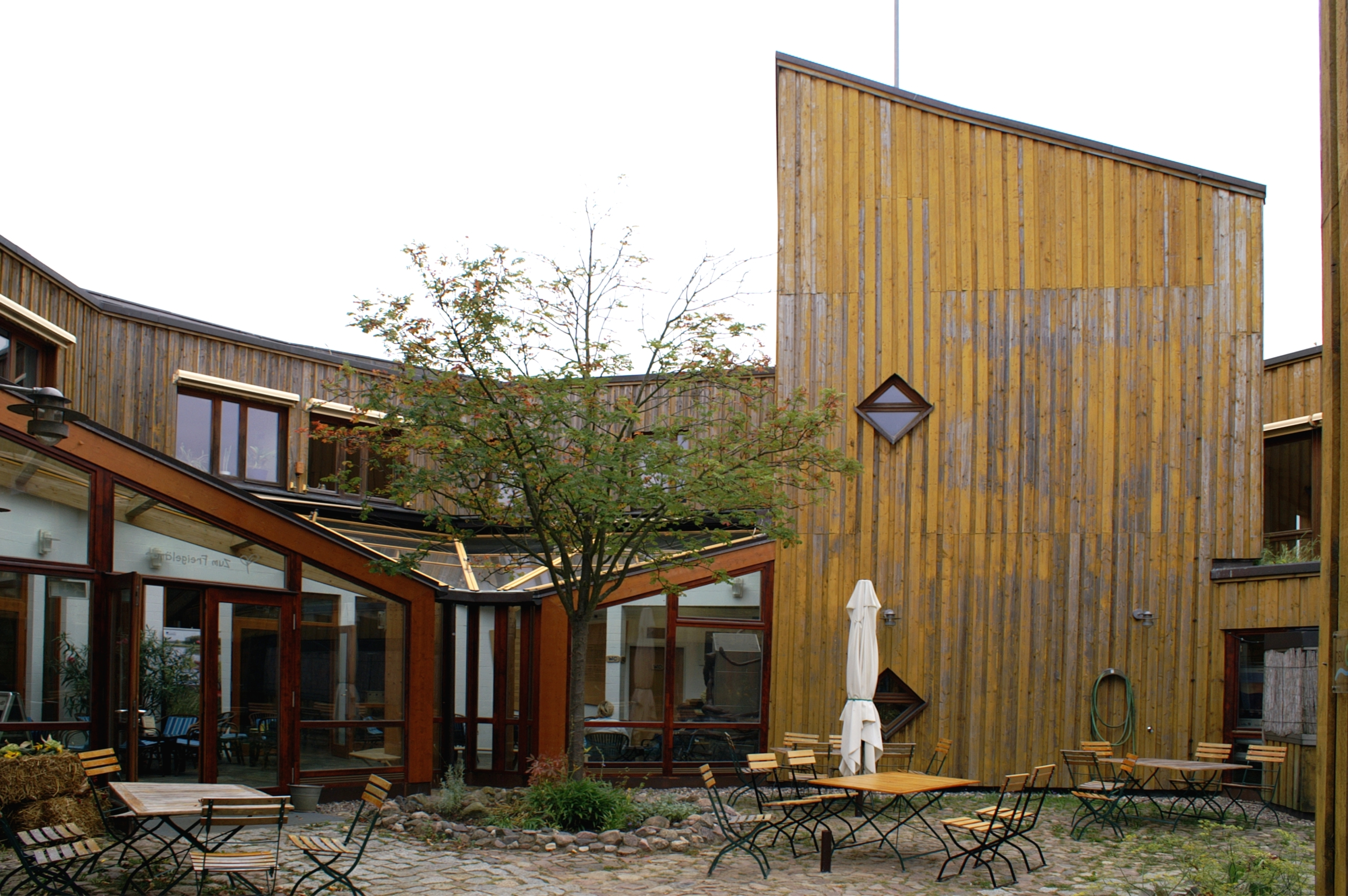
Der Innenhof des Informationszentrums

### Das Gebäude

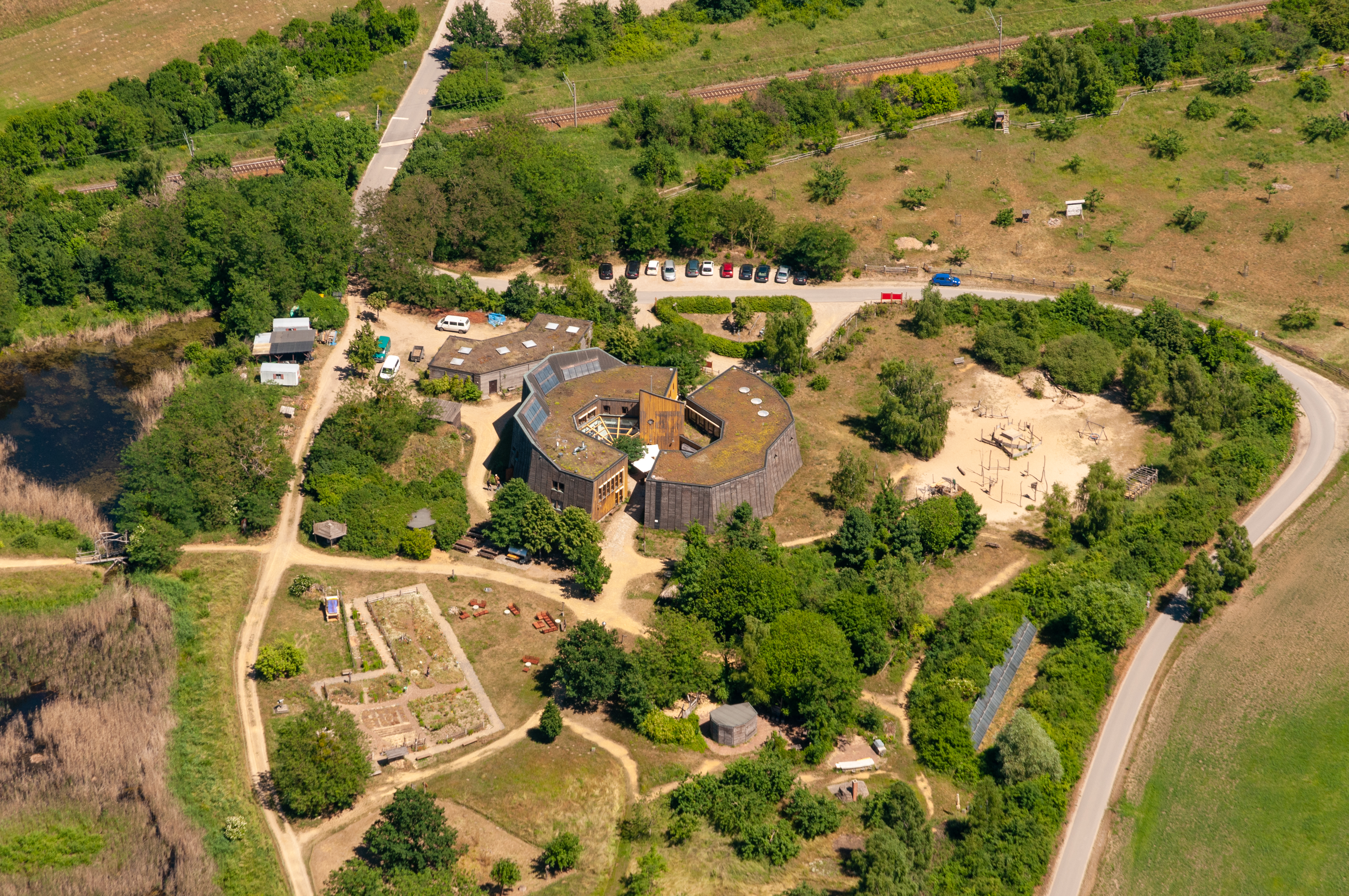
Luftbild NABU-Zentrum Blumberger Mühle

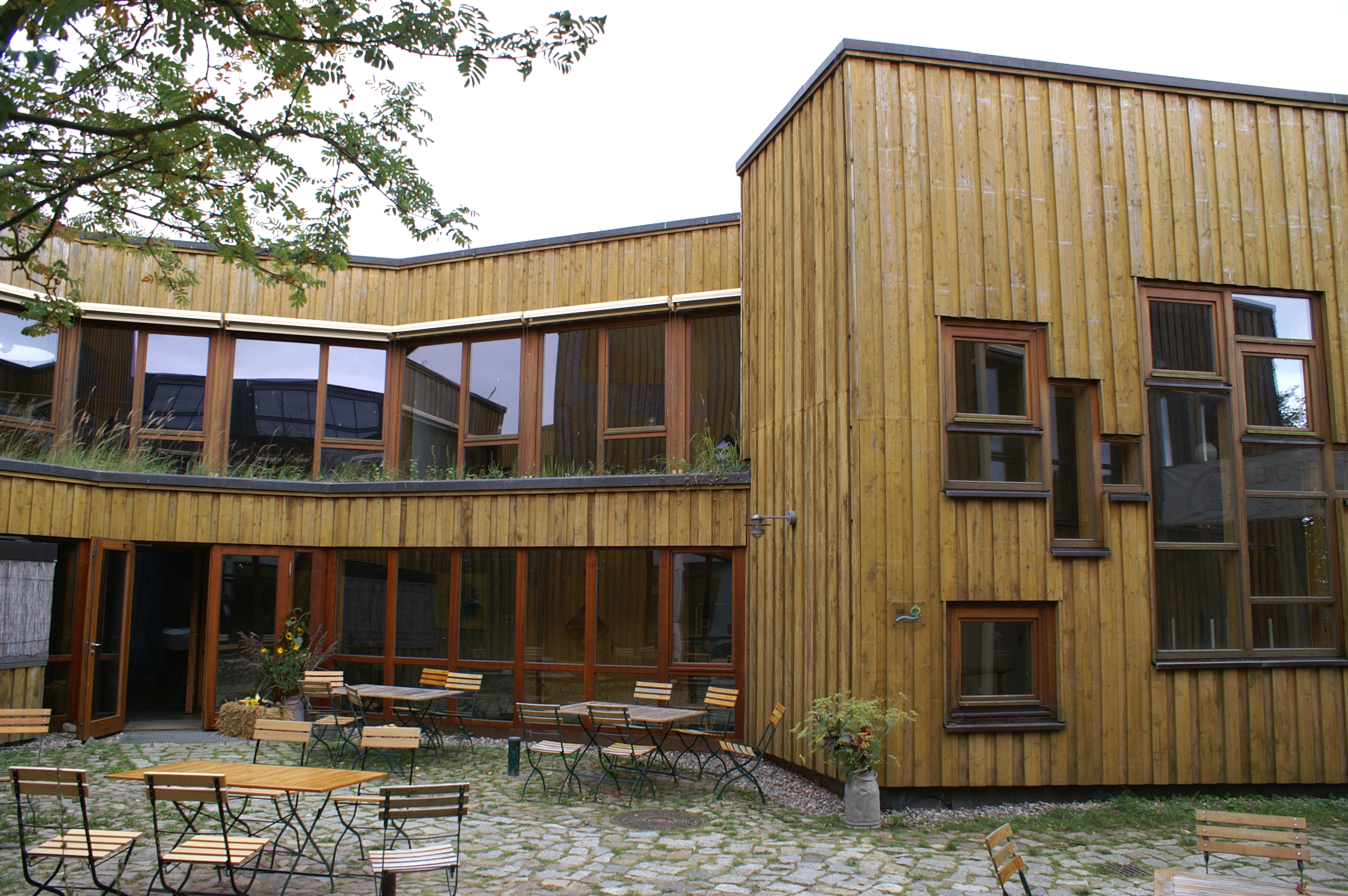
Natürliche Baustoffe und Dachbegrünung

Das nach einem Entwurf des Architekten Bernd Kühn errichtete Gebäude des Informationszentrums ist einem hohlen Baumstumpf nachempfunden. Ziel des Entwurfes war es, so der Architekt, „die Gestalt des Gebäudes aus den Formen der Natur zu gewinnen und die Chance der Assimilierung des Gebäudes mit der umliegenden Landschaft wahrzunehmen.“ Diese Idee habe zu einer freien Form der Grundrissgestaltung geführt, die „jedem Bereich seine eigene Individualität“ gebe und eine „lebendige Folge von Räumen entstehen“ lasse, „die ihre Analogien und Gemeinsamkeiten aus der Einheitlichkeit der Gesamtkomposition beziehen, aus der Einheit in der Vielfalt, dem Gestaltungsprinzip der Natur.“ Der hohle Baumstumpf sei nicht als Ruine eines Baumes zu betrachten, sondern als ein Existenzstadium im „ewigen Kreislauf von Geburt – Leben – Sterben, von Entstehen und Vergehen“.:8–9
Bei der Bauausführung wurde besonderer Wert auf die Verwendung naturverträglicher Baustoffe gelegt (Mauerwerk aus Kalksandstein, Holzständerwerk und Lehmwände, Holzfenster, Wärmedämmung aus Recyclingpapier usw.). Ökologische Aspekte spielten zudem bei der technischen Ausstattung des Informationszentrums eine maßgebliche Rolle. Für seine energetische Versorgung wird neben einer schadstoffarmen Gasheizung sowohl Sonnen- als auch Thermalenergie genutzt. Überschüssige Wärme aus den Sonnenkollektoren wird in 15 Erdwärmesonden von je 32 Metern Tiefe eingeleitet. So wird der Untergrund mit Solarwärme regeneriert, sodass der im Gebäude installierten Sole/Wasser-Wärmepumpe mehr Erdwärme zum Heizen zur Verfügung steht. Die Dachbegrünung des Gebäudes kompensiert nicht nur einen Teil der durch das Gebäude bedingten Flächenversiegelung, sondern leistet einen wichtigen Beitrag zur Wärmedämmung und bietet darüber hinaus verschiedenen Pflanzen und Tieren einen besonderen Lebensraum.

### Die Ausstellung
Boden und Wasser sind die zentralen Themen der ständigen, auf 250 Quadratmetern errichteten Ausstellung im Informationszentrum, bei deren Gestaltung viel Wert auf Interaktion gelegt wurde. So kann der Besucher an verschiedenen Plätzen experimentieren, er kann auf ein Fahrrad steigen und bei einer fiktiven Radtour die von der Eiszeit geformte Umgebung der Blumberger Mühle und ihre Geschichte erkunden, er kann in ein Boot steigen, um über einen See zu rudern und dabei Interessantes über das Leben im und am Wasser zu erfahren. Ein „idyllisches Plätzchen“ vermittelt den Eindruck inmitten des Wasservogelreservates der Blumberger Teiche zu sitzen, das „schwankende Moor“ zeigt die Funktionsvielfalt und die Schönheit intakter Moore, die rund 10 Prozent der Fläche im Biosphärenreservat einnehmen. Der Wald findet in der ständigen Ausstellung des Informationszentrums seine Widerspiegelung in Form des „sprechenden Baumes“. Geführte Wanderungen, Thementage, Naturworkshops oder Ferienprogramme für Kinder ergänzen das Informationsangebot der Blumberger Mühle.
Für das leibliche Wohl der Besucher sorgt das Restaurant und Café „Zum Grünen Wunder“. Bei schönem Wetter können die Gäste den gastronomischen Service unter Sonnensegeln im Freien genießen.

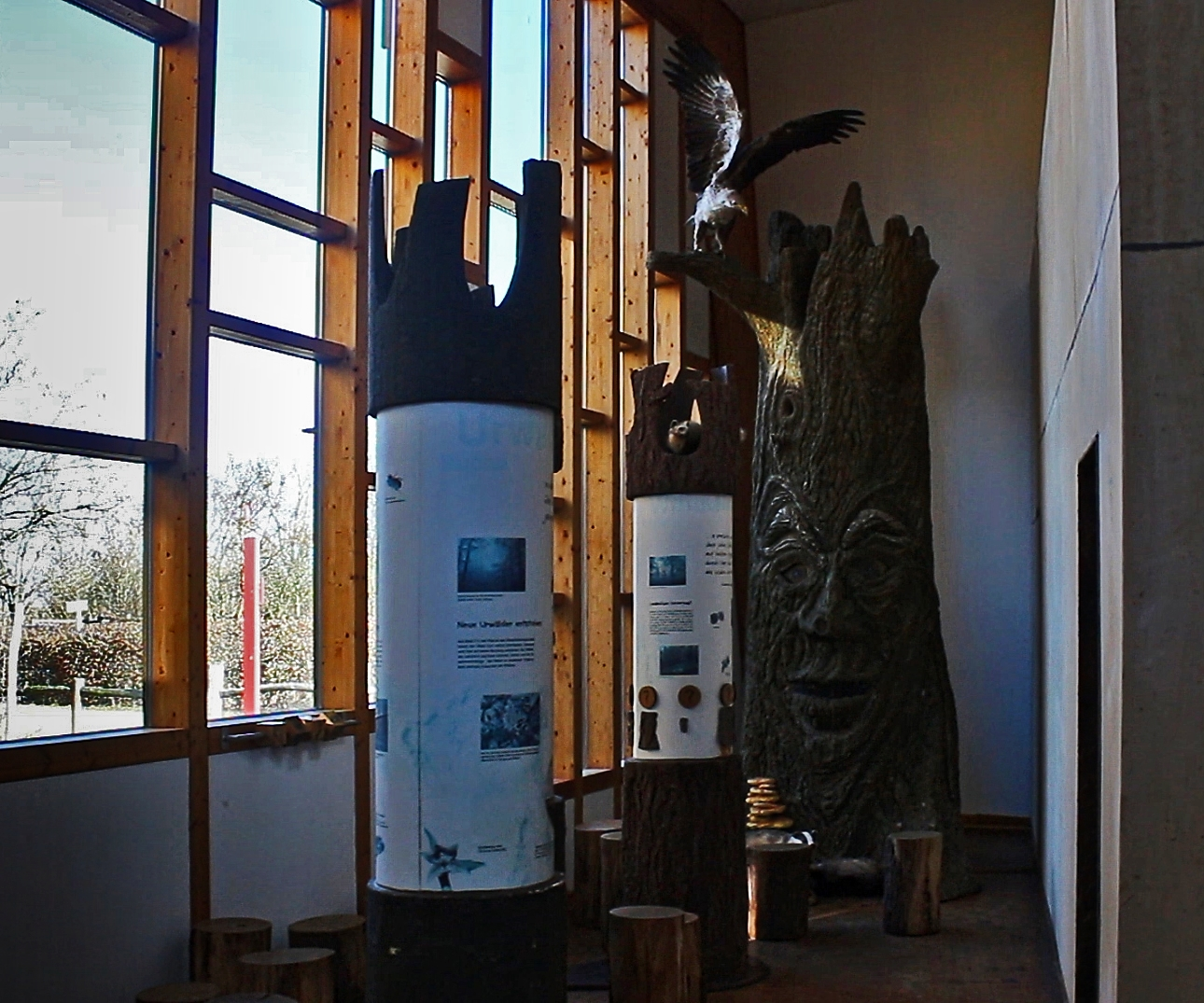
NABU Informationszentrum -Der sprechende Baum-
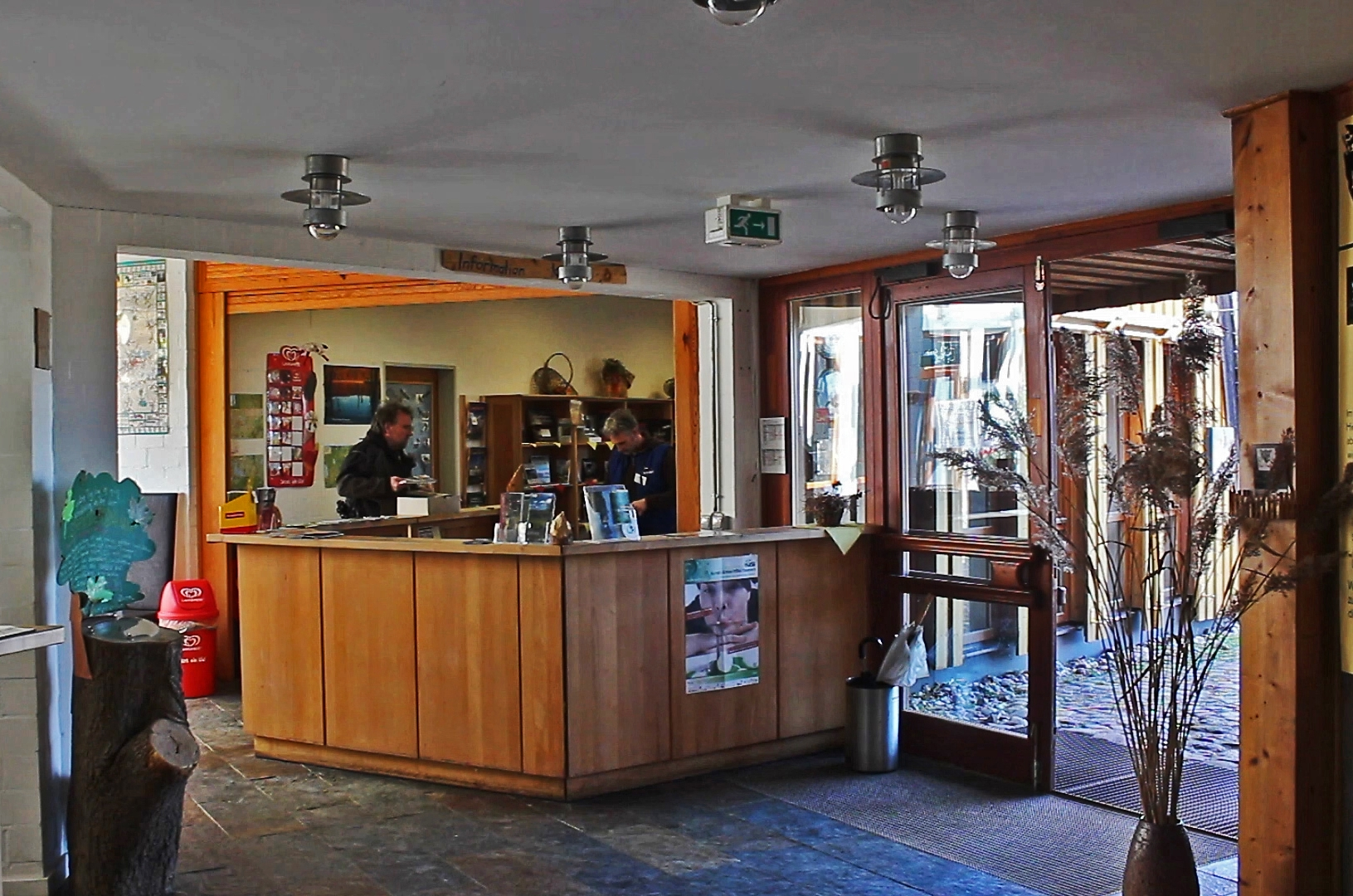
NABU Informationszentrum Blumberger Mühle
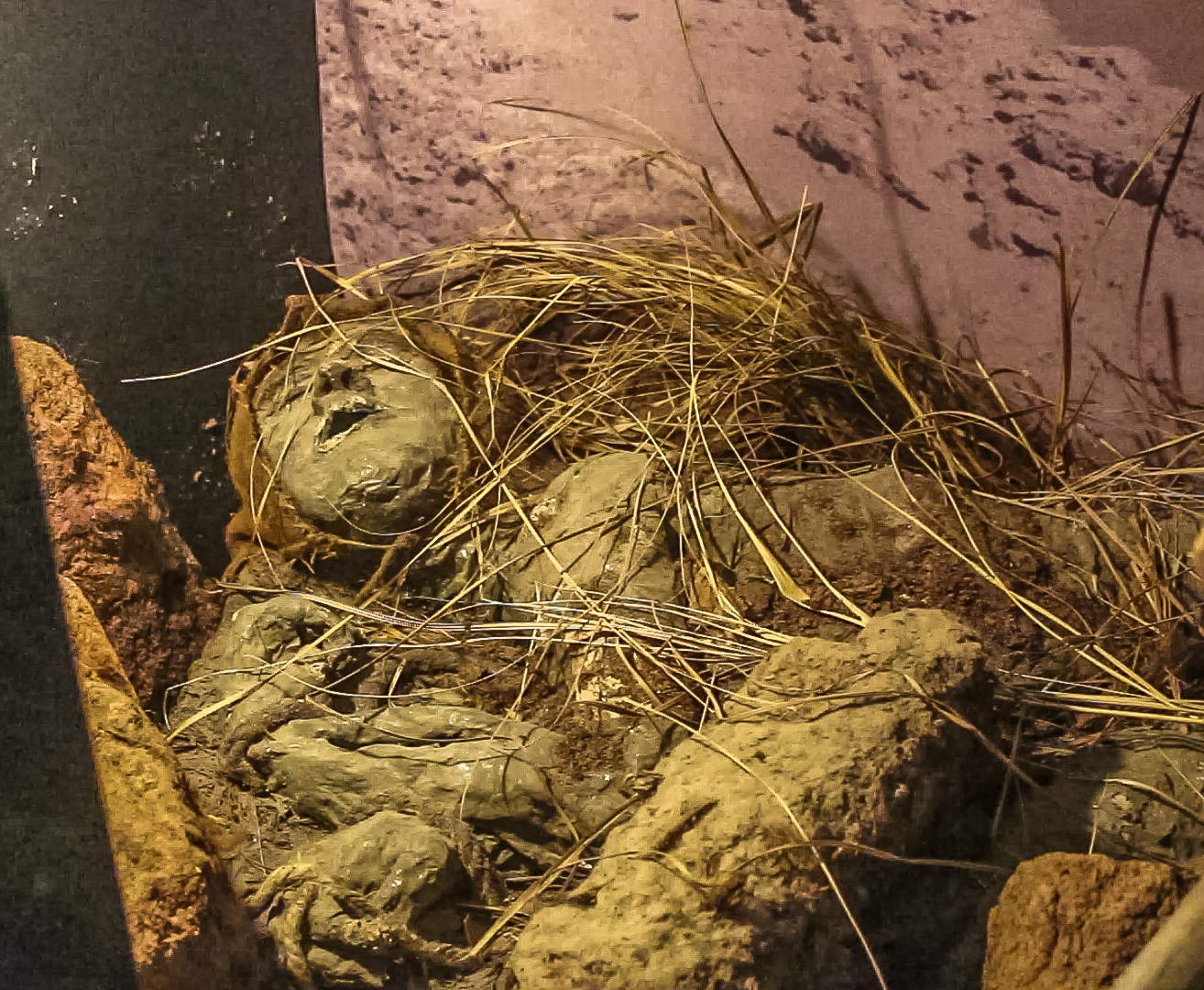
NABU Informationszentrum -Moorleiche-

### Die Naturerlebnislandschaft
Ausgehend von der Idee, „charakteristische Lebensräume des Großschutzgebietes und den Einfluss des Menschen erlebbar zu machen“:20, wurde das Freigelände rund um das Informationszentrum möglichst vielseitig strukturiert. Es entstand eine circa 13 Hektar umfassende Naturerlebnislandschaft, bei deren Anlage bewusst auf beschilderte „Lehrpfade“ und Möblierung mit Bildungsobjekten verzichtet wurde. In diese Erlebnislandschaft integriert wurden das NSG Blumberger Teiche und eine Spiellandschaft, die es Kindern ermöglicht, über nachempfundene Tierbauten (Biberburg, Ameisenhaufen) und Tierskulpturen, über Schilf, Wasser und einen Steg einen erlebnisreichen Zugang zur Natur zu finden.
Bei einem Rundgang durch die Freianlage der Blumberger Mühle gelangt der Besucher in unmittelbarer Nähe zum Gebäude vorerst in einen Bereich, der durch intensive Nutzung geprägt ist. Hier finden sich ein Kräutergarten, ein Lehmbackofen und eine Fischräucherei, ein Irrgarten und das Gartenlokal „Biberburg“. Mit wachsender Entfernung zum Hauptgebäude nimmt die Intensität der Landschaftsnutzung durch den Menschen ab.
Mit Fettwiese, Feuchtwiese und Trockenrasen werden drei Lebensräume gezeigt, die sich auf Grund unterschiedlicher Böden, Feuchtigkeitsgrade sowie Nährstoffgehalte in ihrem Pflanzenbewuchs deutlich unterscheiden und von verschiedenen Tierarten bewohnt werden.
Herzstück der Erlebnislandschaft ist ein durch Renaturierung einer alten Torfschicht entstandenes Moor, das ergänzt wird von verschiedenen anderen im Jahr 1996 angelegten Gewässern, die sich in Nährstoffgehalt und Fließverhalten unterscheiden. Gespeist werden sie durch den Wolfswinkelgraben, der gereinigtes Abwasser der Angermünder Kläranlage mit sich führt. Dieses wird in einem Schilfröhricht einer weiteren biologischen Klärung zugeführt, bevor es in die nachfolgenden Biotope fließt. Darüber hinaus speisen sich die Gewässer im Freigelände durch Grundwasser. Ein schwankender Holzbohlenweg bietet die Möglichkeit zur Überquerung des Moores, wobei die Besucher im flachen Wasser unter anderem Laubfrösche, Rotbauchunken und Wechselkröten entdecken können.
Ein weiterer sehenswerter Bereich der Naturerlebniswelt ist die etwa 2000 Quadratmeter große Freianlage für Europäische Sumpfschildkröten, die einen typischen Lebensraum dieser Tiere abbildet. Gehölze und Schilf am Ufer prägen das Gehege, eine große Sanddüne gibt den Tieren die Möglichkeit, im Frühjahr ihre Eier ablegen zu können. 2002 wurden die ersten Schildkröten ausgesetzt, im Frühjahr 2007 entdeckten Besucher die ersten geschlüpften Jungtiere auf dem Gelände. „Einige der jungen Schildkröten wurden in der nahegelegenen Aufzuchtstation des Landesumweltamtes großgezogen und dann zum Aufbau neuer Populationen in die freie Natur entlassen“, die übrigen Tiere verblieben in der Freianlage.
Wie beim Bau des Informationsgebäudes hat man auch bei der Anlage der Erlebnislandschaft ökologische Aspekte in breitem Umfang berücksichtigt. Die Zufahrtsstraße zur Blumberger Mühle wurde „in Form einer altuckermärkischen Feldstein-Pflasterstraße gebaut“:24, überall auf dem Gelände dienen Benjeshecken zur Abgrenzung verschiedener Räume. Zugleich bieten sie Vögeln, Kleinsäugetieren und Amphibien einen abwechslungsreichen Lebensraum. Bänke, Brücken und ein Aussichtsturm, der die Möglichkeit zur Beobachtung der Vogelwelt auf den benachbarten Blumberger Fischteichen bietet, wurden aus einheimischen, mit natürlichen Ölen gebeizten Hölzern errichtet. Die Vorratshaltung für die Gastronomie erfolgt in einem neben dem Hauptgebäude angelegten Erdkeller, der das gesamte Jahr über eine Temperatur von 5 bis 7 °C bietet. Der Backofen im Freigelände wurde in traditioneller Weise mit Lehm errichtet.

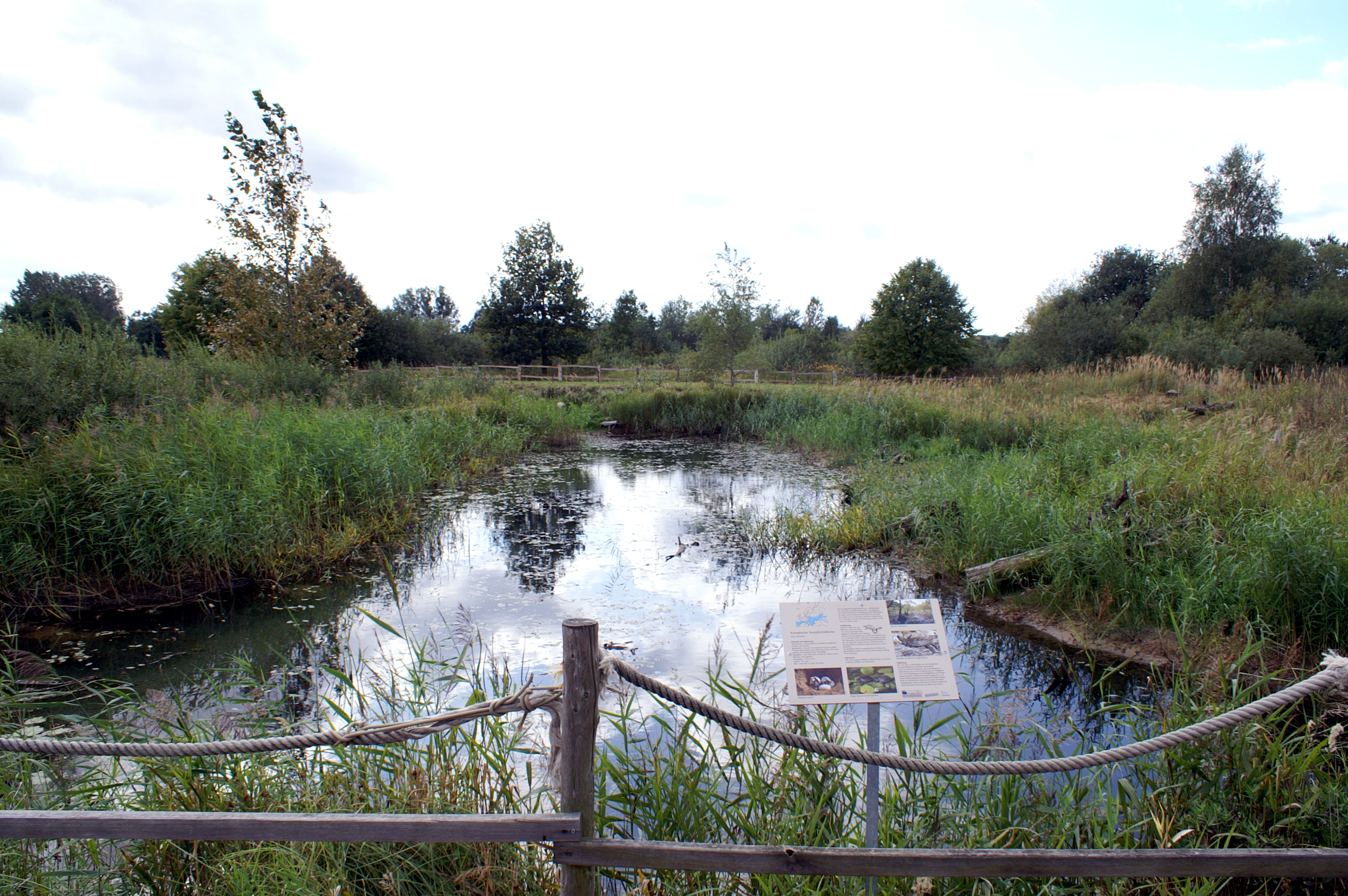
Lebensraum für die Europäische Sumpfschildkröte
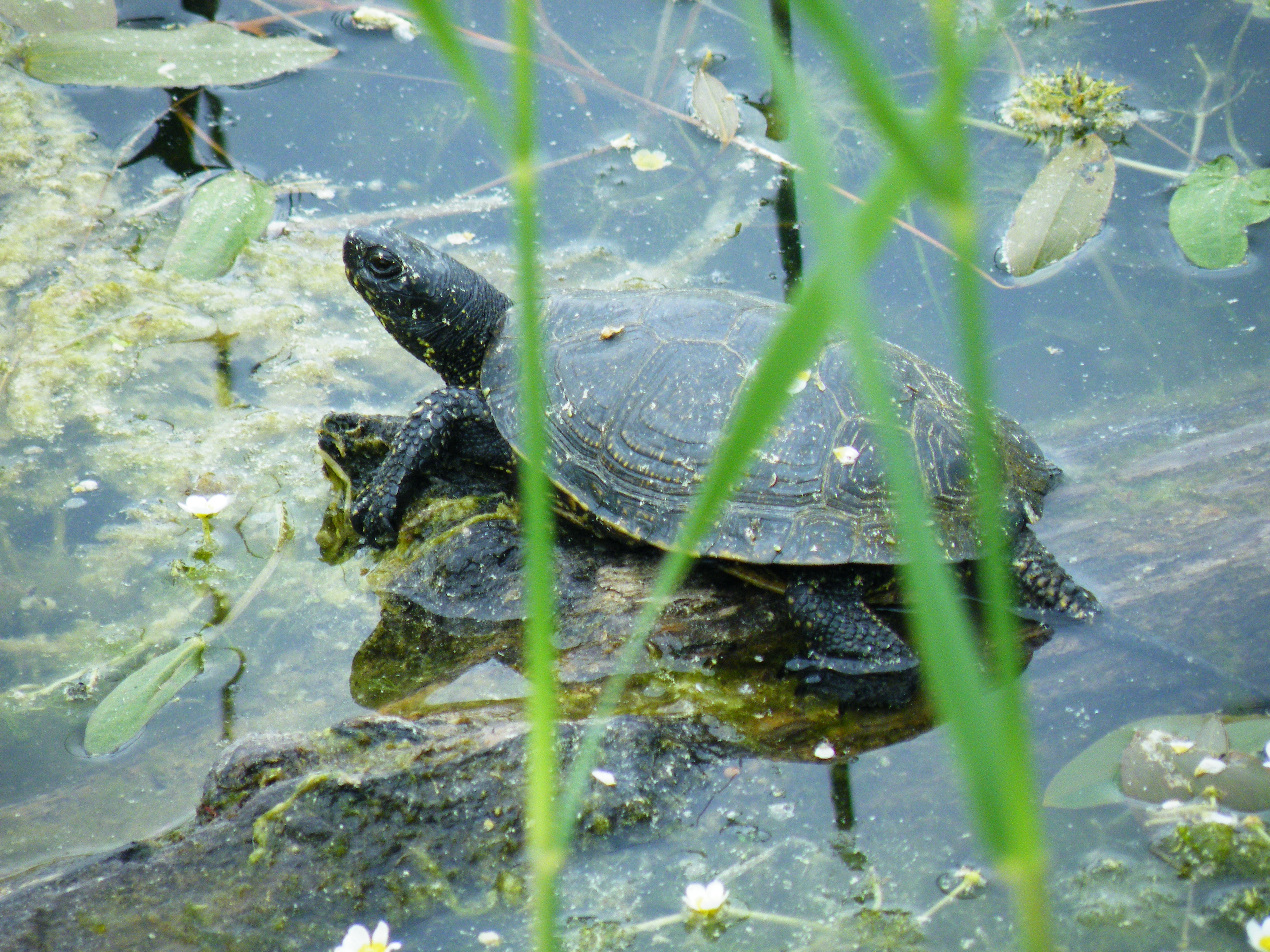
Blumberger Mühle -Emys orbicularis-
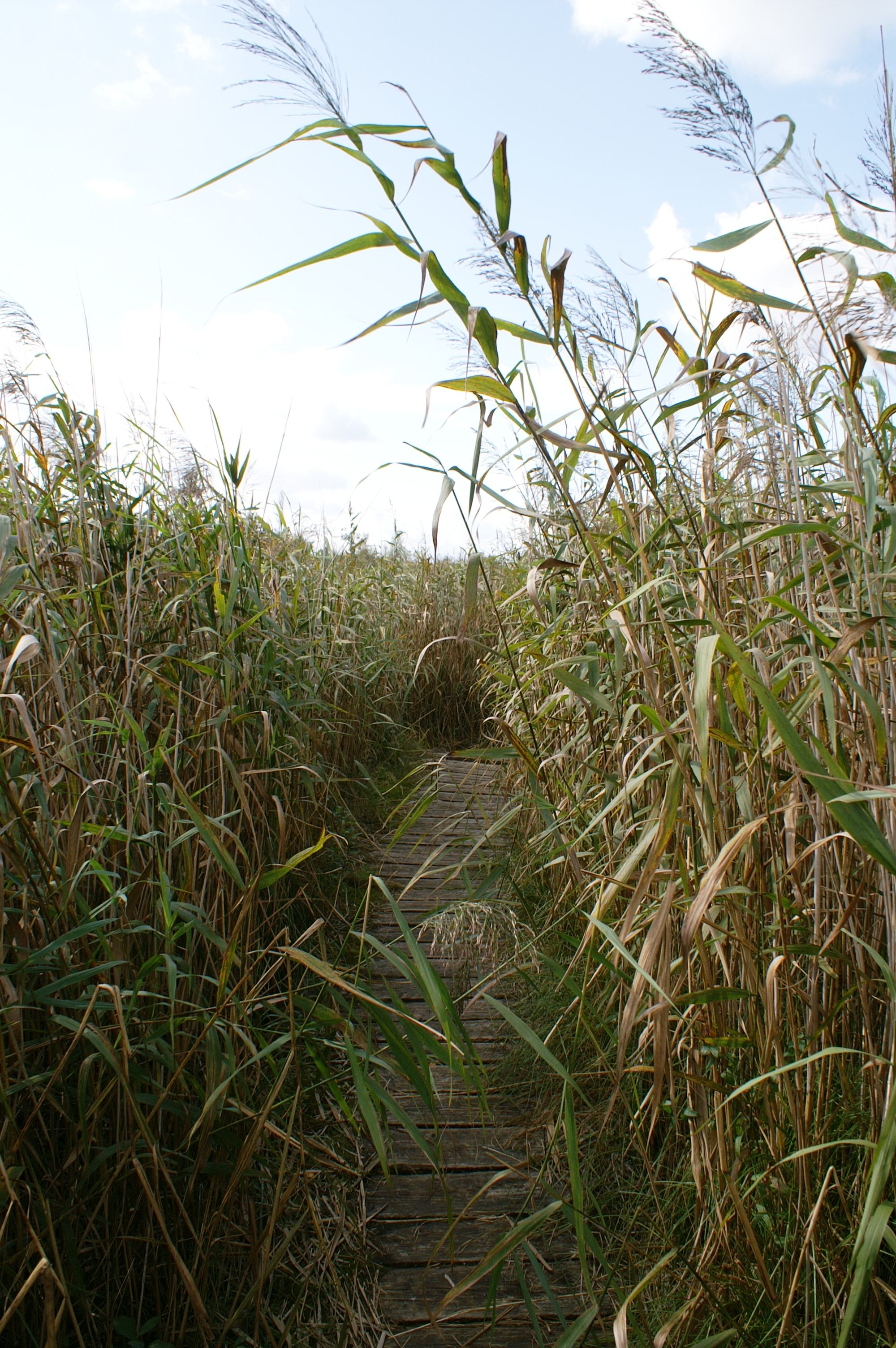
Moorgebiet im Freigelände
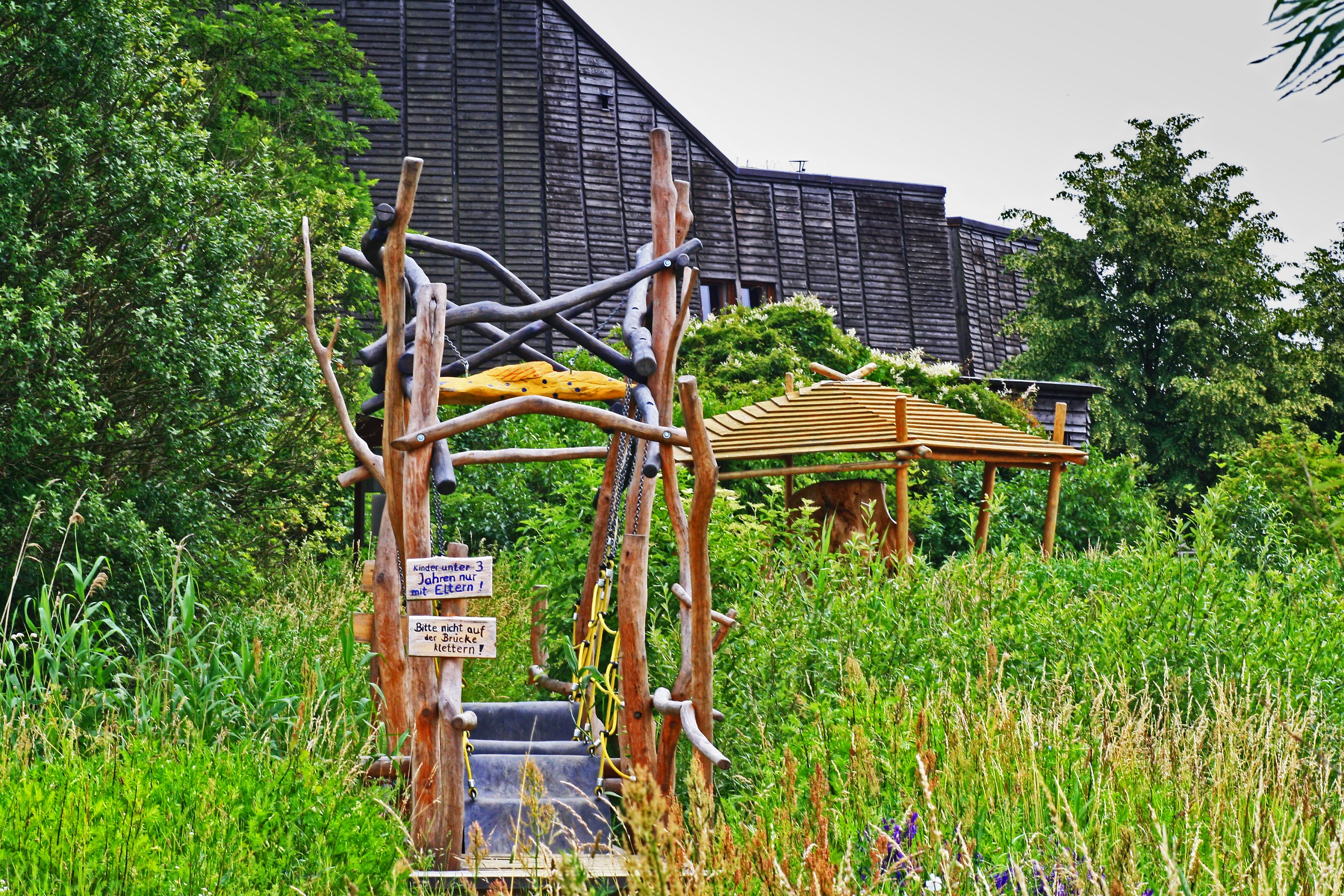
Blumberger Mühle -Hängebrücke-
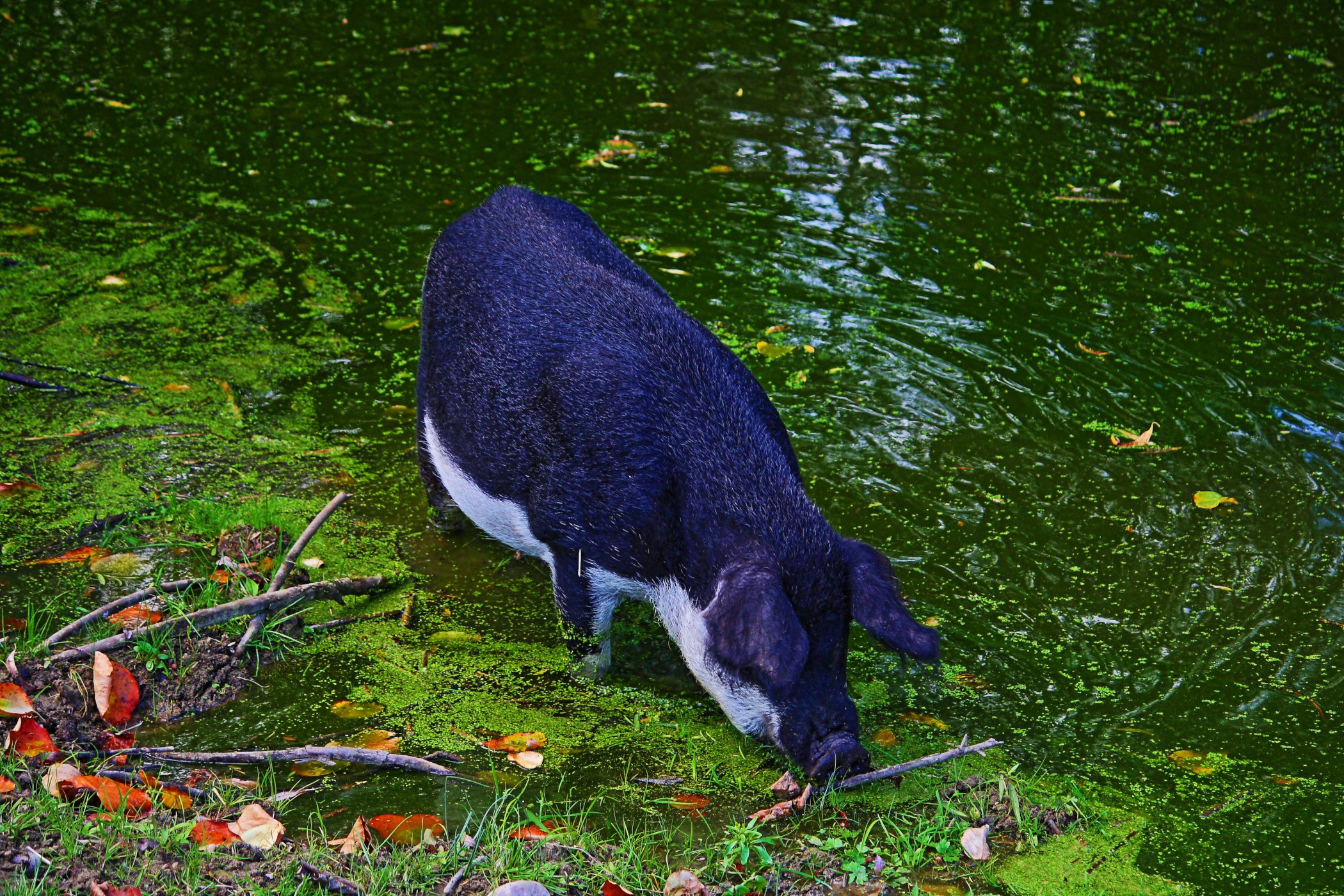
Blumberger Mühle -Mangalicaschwein-
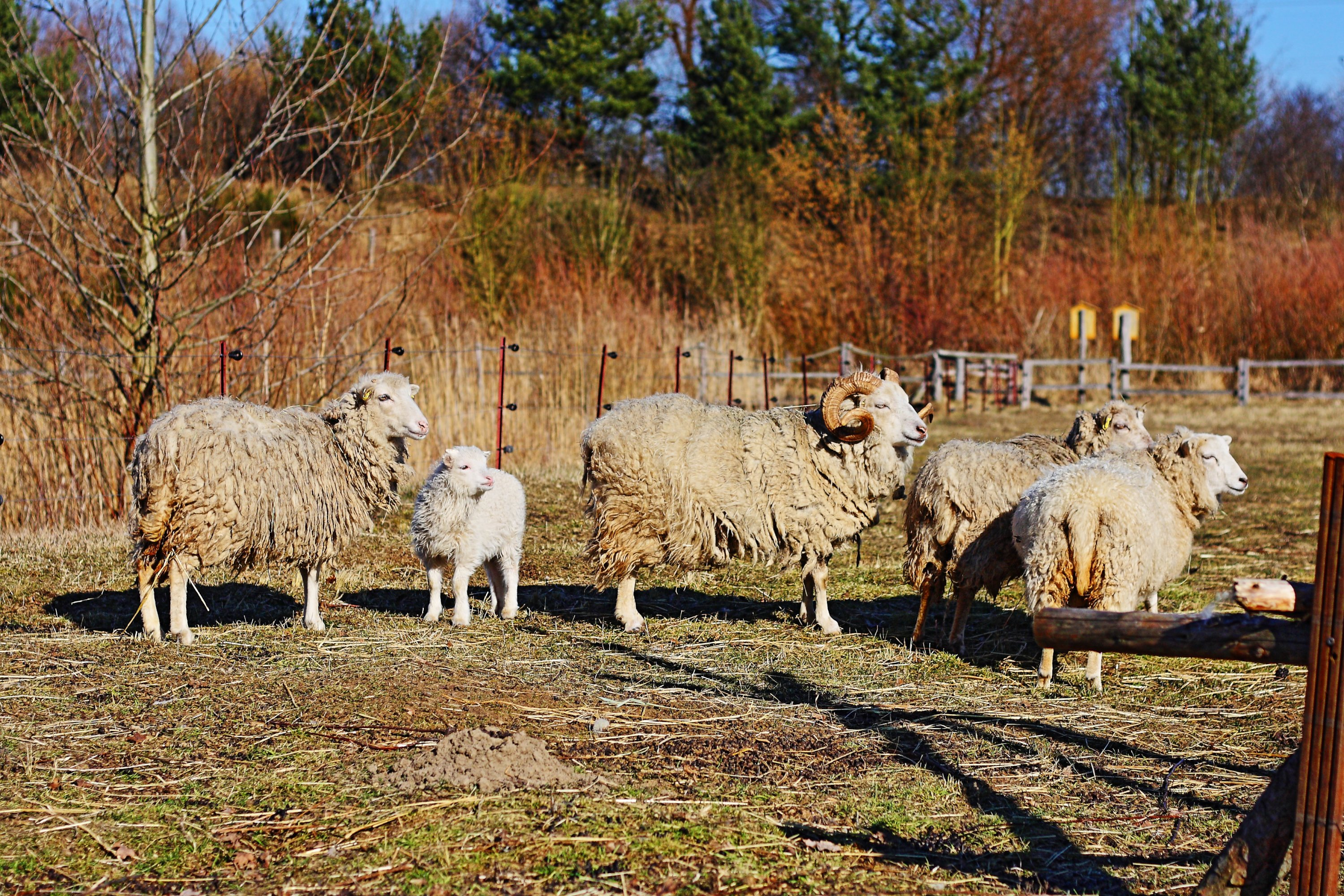
Blumberger Mühle -Ostpreußische Skudde-

### Erreichbarkeit des NABU-InformationszentrumsBlumberger Mühle
Vom Bahnhof Angermünde führen ausgeschilderte Rad- und Wanderwege (Wegstrecke rund 6 Kilometer) zum Informationszentrum, in der Sommersaison von Anfang April bis Ende Oktober verkehrt seit dem Jahr 2012 tagsüber zudem der „BiberBus“  der Uckermärkischen Verkehrsgesellschaft (UVG), der die Blumberger Mühle direkt anfährt. Diese Buslinie bedient zugleich weitere Haltestellen rund um den etwa 1,5 Kilometer südwestlich der Blumberger Mühle liegenden Wolletzsee und ermöglicht damit den Zugang zu verschiedenen Bereichen des Biosphärenreservates, unter anderem zu dem seit Juni 2011 zum Weltnaturerbe zählenden Grumsiner Forst. Der „BiberBus“ löste die von Juni 2001 bis zum Saisonende 2011 im Einsatz befindliche „BiberBahn“ ab, die in den zehn Jahren ihres Bestehens rund 49.500 Fahrgäste zwischen Angermünde und der Blumberger Mühle beförderte. Mit seinen Aufbauten, die einem gefällten Baumstamm nachempfunden waren, gehörte der als „BiberBahn“ betriebene Bus mit Anhänger zu den Touristenattraktionen in der Region.

### Die weitere Umgebung
Das NABU-Informationszentrum Blumberger Mühle ist eng verbunden mit der Landschaft der Uckermark und ihrer Geschichte. Vieles, was diese Region im Nordosten Brandenburgs auszeichnet, ist Gegenstand des Informationsangebotes der Einrichtung. Zugleich möchte die Blumberger Mühle inspirieren, „diesen eigenwilligen Landstrich mit seinen Seen, Wäldern und Wiesen“:30 unmittelbar zu entdecken. Dazu gehören neben dem Biosphärenreservat Schorfheide-Chorin und dem darin eingebetteten Weltnaturerbe Grumsiner Forst zwei weitere, in unmittelbarer Nachbarschaft zu findende Großschutzgebiete: der Nationalpark Unteres Odertal und der Naturpark Uckermärkische Seen.
Persönlicher Entdeckungen wert sind weiterhin die in der Umgebung der Mühle zu findenden Dörfer und Städte, die nicht selten ihre über Jahrhunderte gewachsenen Eigentümlichkeiten bewahrt haben. Zu den sehenswerten Ortschaften gehören die Städte Angermünde, Prenzlau und Templin mit ihren historischen Bauwerken, aber ebenso die einzige Industriestadt der Uckermark Schwedt an der Oder. Ein verbindendes Element dieser und weiterer Sehenswürdigkeiten ist die Märkische Eiszeitstraße, die mit einer Länge von 340 Kilometern durch die Reiseregionen Barnim und Uckermark führt.

## Das NSG Fischteiche Blumberger Mühle
1993 gelang es dem Naturschutzbund Brandenburg (NABU) nach langwierigen Verhandlungen das 218 Hektar umfassende Gesamtareal der Blumberger Mühle, einschließlich der bereits seit 1991 wieder extensiv bewirtschafteten Fischteiche mit einer Fläche von 140 Hektar, von der Treuhandanstalt zu erwerben. An der Bewirtschaftung der als Wasservogelschutzgebiet deklarierten Teiche möchte der Naturschutzbund aus „ökologischen, sozialen und politischen Gründen“:28 langfristig festhalten, wenngleich es nicht leicht ist, Landnutzung und Naturschutz in Gleichklang zu bringen. Gerade die besondere Form der Landnutzung ist es jedoch, die dem Naturschutzgebiet zu einer großen Vielfalt dort heimischer Wasservögel verhilft. Zudem sind die Teiche für durchziehende und rastende Wasservögel von Bedeutung. Insgesamt konnten im NSG rund 200 Vogelarten nachgewiesen werden. Regelmäßig zu beobachten sind Blässhühner, Grau- und Silberreiher, Lachmöwen, Flussseeschwalben, Gänsesäger, See- und Fischadler sowie verschiedene Limikolen. Zu beobachten sind auch viele, anderswo selten vorkommende Säugetiere wie Biber und Fischotter sowie verschiedene Lurche. Ergänzt wird dieses Spektrum seltener und schützenswerter Tierarten durch eine bemerkenswerte Vielfalt an Pflanzen. Über 400 Gefäßpflanzenarten konnten im Teichgebiet nachgewiesen werden.:29 Dazu gehört die in einigen Teichen zu findende Seekanne.
Bewirtschaftet wird die Teichanlage von Klaus-Peter Gensch, der den Fischereibetrieb von seinem Vater übernommen hat. Neben den Blumberger Teichen gehören zwei weitere Teichgruppen in Biesenbrow (im Besitz des BUND) und in Stolpe (gelegen im Nationalpark Unteres Odertal, im Besitz des Landkreises Uckermark) zum Betriebsgelände. Hinzu kommt noch eine Seenfischerei in Himmelpfort. In der Blumberger Teichanlage zieht der Fischereibetrieb vorrangig Karpfen und Störe heran, wobei auf die Aufzucht von Satzfischen weitestgehend verzichtet wird, da hier die Verluste durch Kormorane und Graureiher zum Teil bei 100 Prozent lagen. Stattdessen importiert der Fischereibetrieb mit Zustimmung des NABU aus Tschechien 500 bis 800 Gramm große Satzfische, die für die Kormorane bereits zu schwer sind, und deren weitere Aufzucht noch einen gewissen wirtschaftlichen Erfolg ermöglicht.

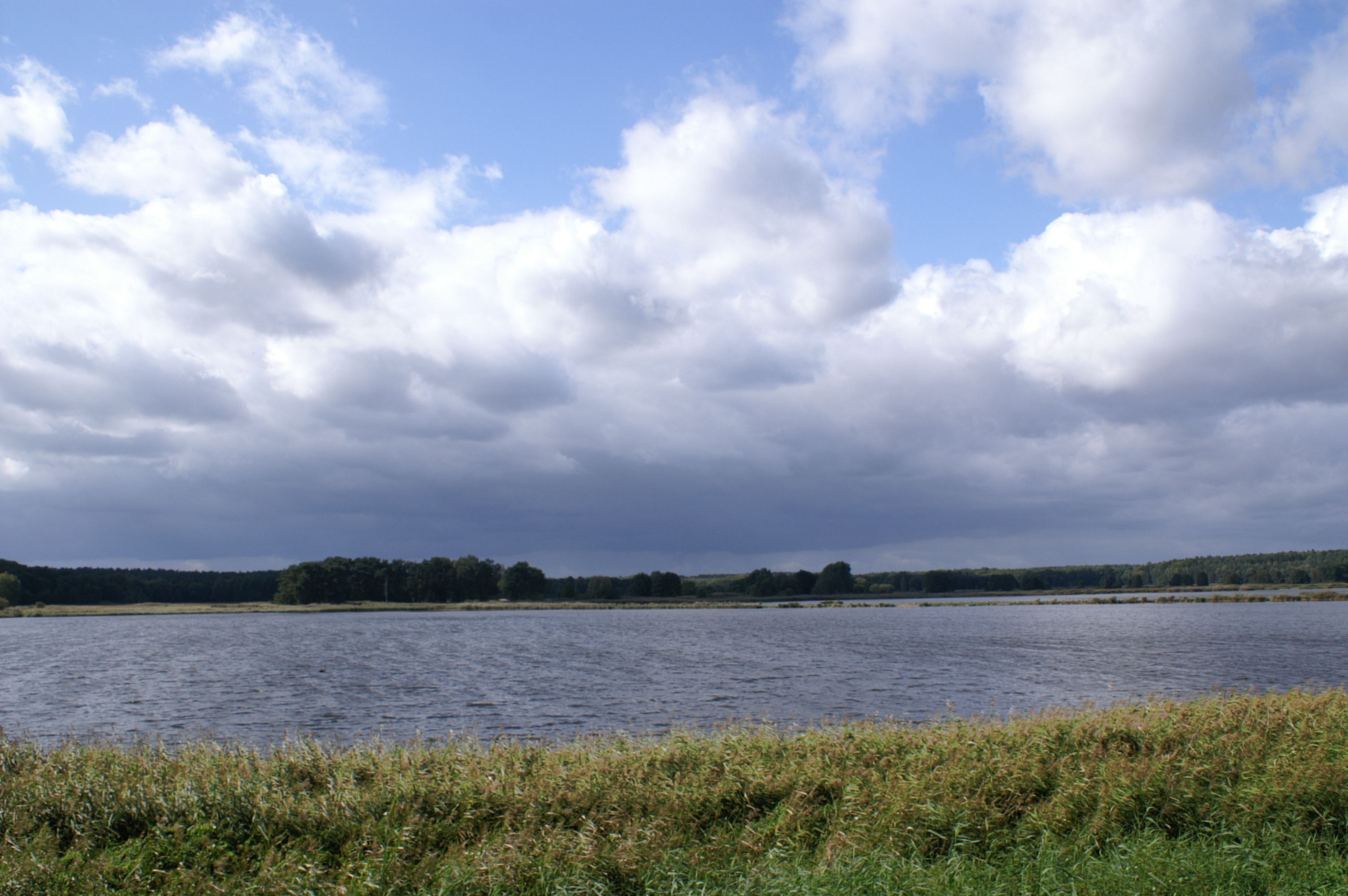
Blick über die Blumberger Teiche
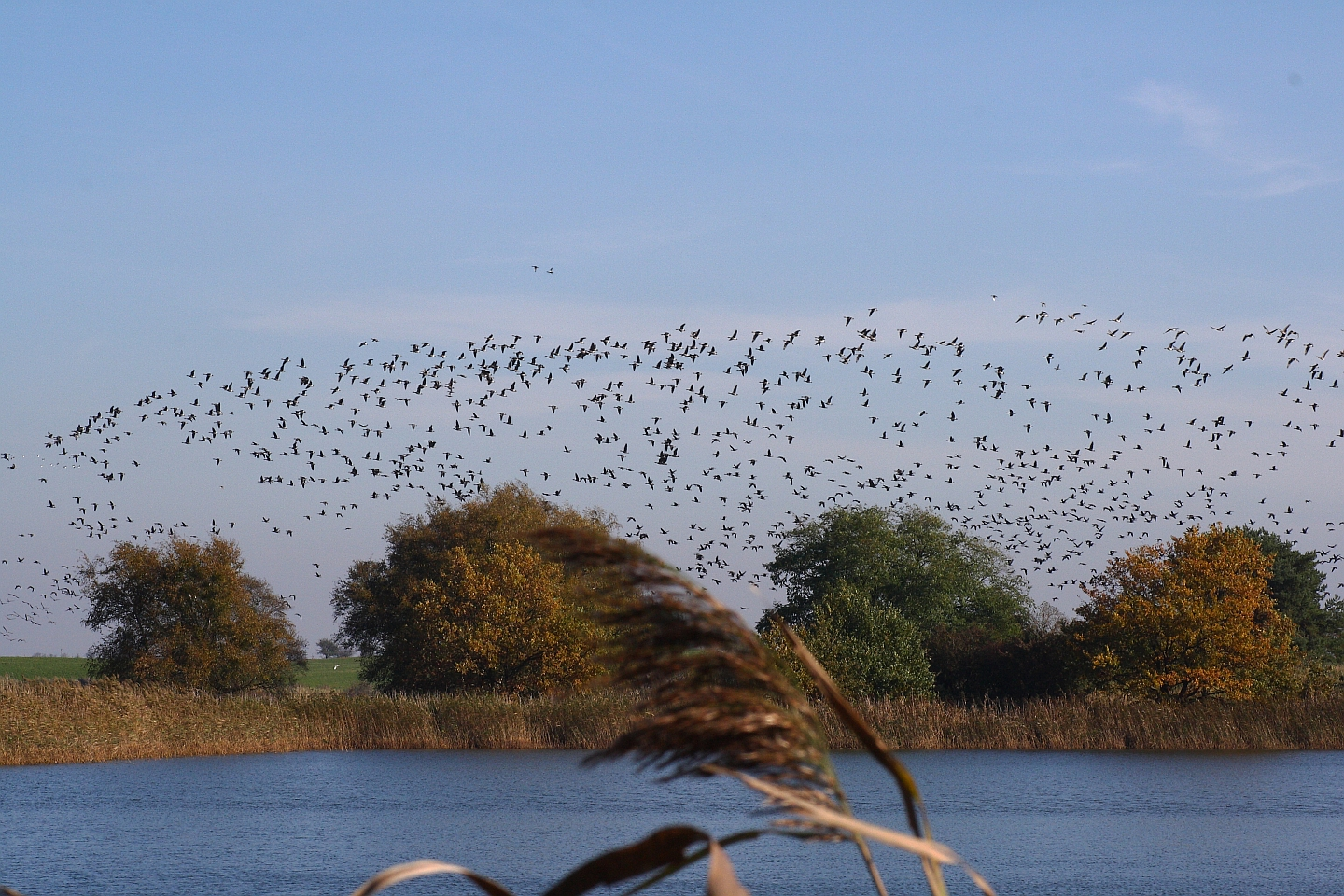
Blumberger Fischteiche
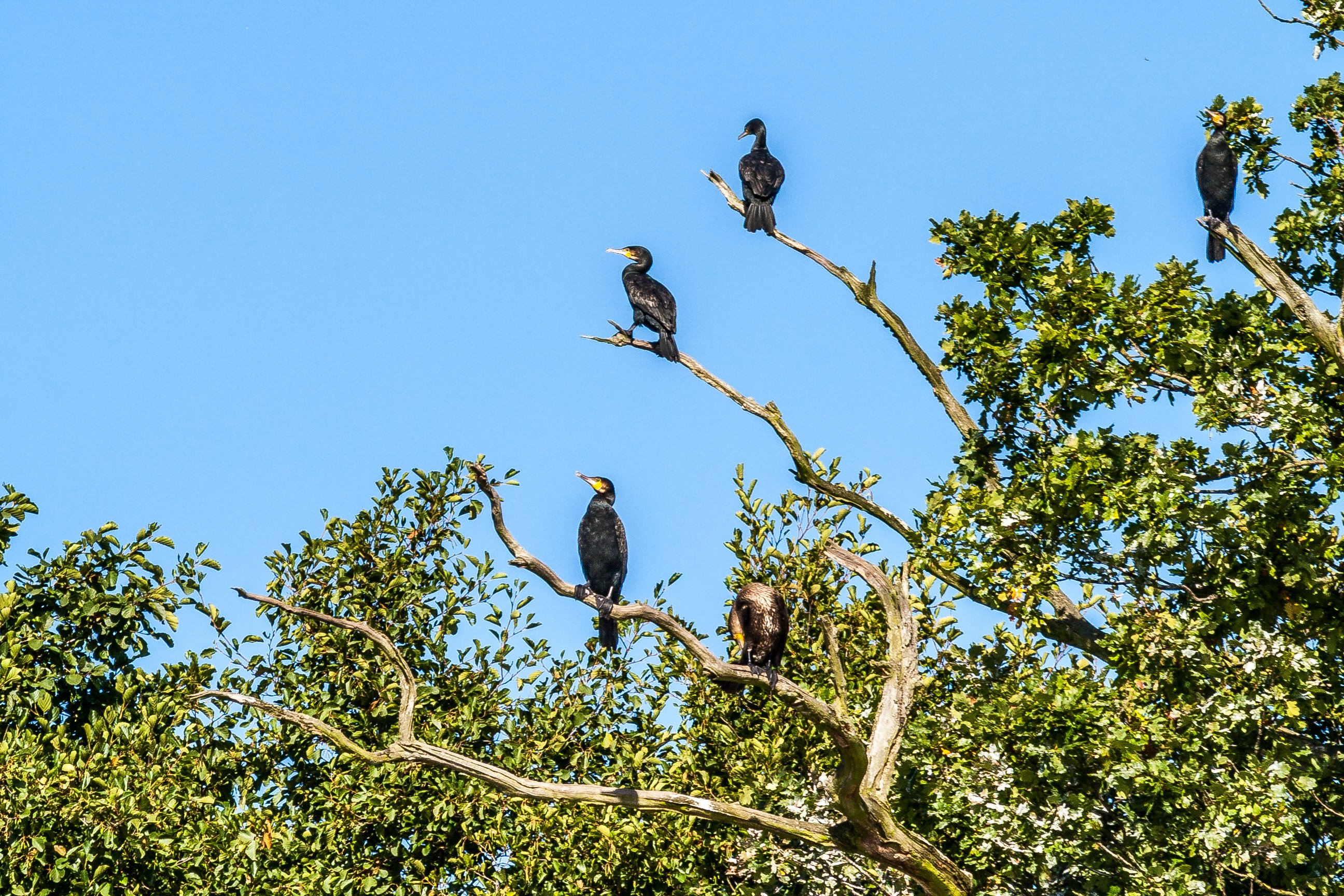
Kormorane an den Blumberger Fischteichen
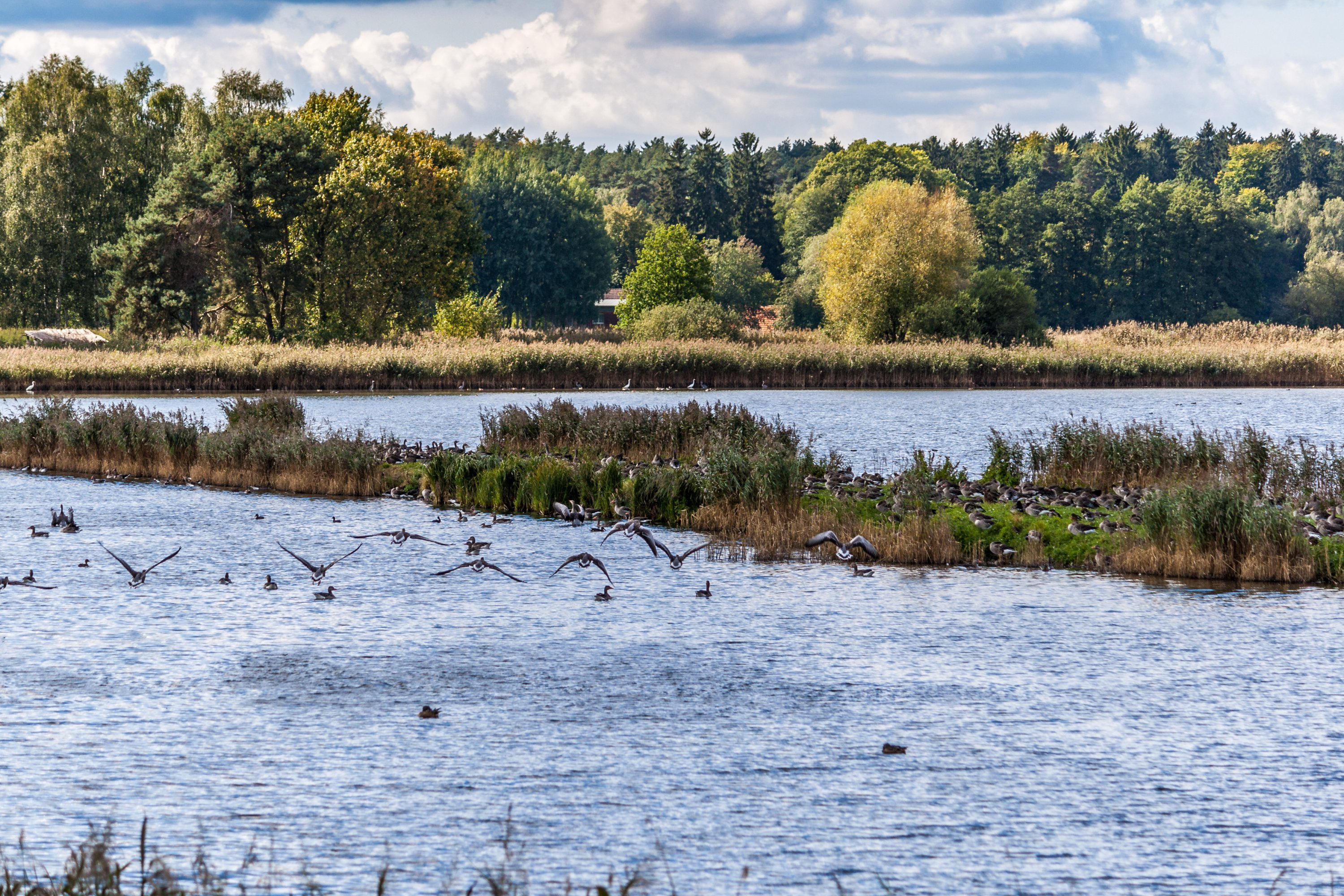
Graugänse an den Blumberger Fischteichen
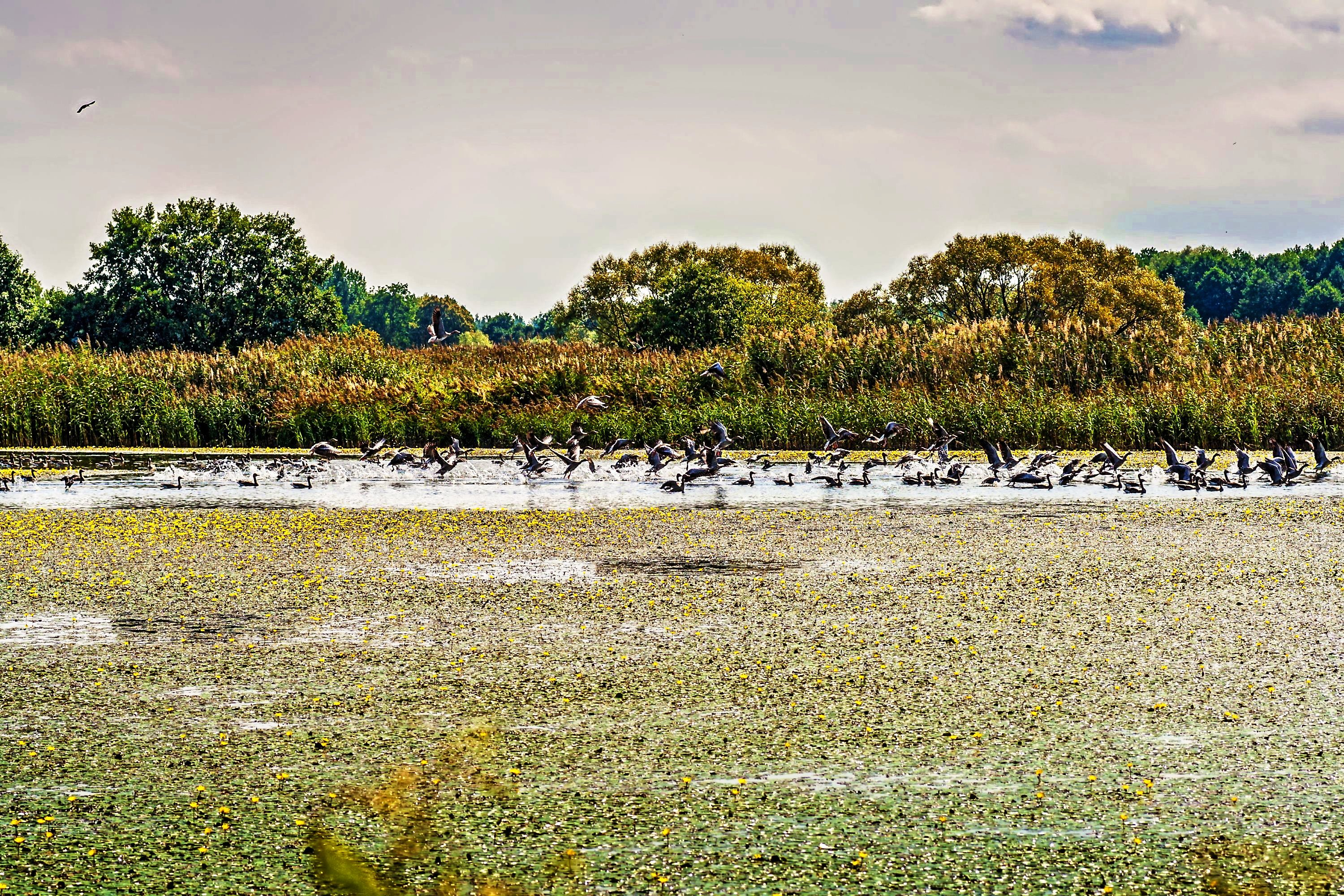
Graugänse an den Blumberger Fischteichen